# Сен Пол (Реинион)
Сен Пол (фр. Saint-Paul) град је на северозападној обали Француског прекоморског региона Реинион у Индијском океану. 
Године 2008. Сен Пол је имао 103 008 становника и други је највећи град на острву. Клима у граду је тропска и сушна, са само 40 кишних дана у години. 
Дана 10. новембра 1663. Сен Пол је постао прва француска база и колонија у Индијском океану. Од 1738. град Сен Дени је постао главни град острва уместо Сен Пола. 

## Демографија
| 1961.  | 1967.  | 1975.  | 1982.  | 1990.  | 1999.  | 2006.  | 2011.   |
| ------ | ------ | ------ | ------ | ------ | ------ | ------ | ------- |
| 35.528 | 43.129 | 52.554 | 58.412 | 71.669 | 87.712 | 99.291 | 103.916 |